# Okręg wyborczy nr 12 do Senatu Rzeczypospolitej Polskiej
Okręg wyborczy nr 12 do Senatu Rzeczypospolitej Polskiej obejmuje obszar powiatów brodnickiego, golubsko-dobrzyńskiego, grudziądzkiego, rypińskiego i wąbrzeskiego oraz miasta na prawach powiatu Grudziądza (województwo kujawsko-pomorskie). Wybierany jest w nim 1 senator na zasadzie większości względnej.
Utworzony został w 2011 na podstawie Kodeksu wyborczego. Po raz pierwszy zorganizowano w nim wybory 9 października 2011. Wcześniej obszar okręgu nr 12 należał do okręgu nr 5.
Siedzibą okręgowej komisji wyborczej jest Toruń.

## Reprezentanci okręgu
| Rok | Rok  | Senator              | Komitet wyborczy                                                           |
| --- | ---- | -------------------- | -------------------------------------------------------------------------- |
|     | 2011 | Michał Wojtczak      | Platforma Obywatelska RP                                                   |
|     | 2015 | Andrzej Mioduszewski | Prawo i Sprawiedliwość                                                     |
|     | 2019 | Ryszard Bober        | Polskie Stronnictwo Ludowe                                                 |
|     | 2023 | Ryszard Bober        | KKW Trzecia Droga Polska 2050 Szymona Hołowni – Polskie Stronnictwo Ludowe |

## Wyniki wyborów
Symbolem „●” oznaczono senatora ubiegającego się o reelekcję.

### Wybory parlamentarne 2011
| Kandydat                                                                                      | Kandydat          | Komitet wyborczy                    | Głosów | Głosów | Głosów |
| Kandydat                                                                                      | Kandydat          | Komitet wyborczy                    | Liczba | %      | +/–    |
| --------------------------------------------------------------------------------------------- | ----------------- | ----------------------------------- | ------ | ------ | ------ |
|                                                                                               | Michał Wojtczak ● | Platforma Obywatelska RP            | 40 492 | 38,40  | –      |
|                                                                                               | Grzegorz Górski   | Prawo i Sprawiedliwość              | 24 674 | 23,40  | –      |
|                                                                                               | Ryszard Bober     | Polskie Stronnictwo Ludowe          | 24 384 | 23,12  | –      |
|                                                                                               | Jacek Janiszewski | KWW Jacka Janiszewskiego            | 10 038 | 9,52   | –      |
|                                                                                               | Joe Chal          | Nowa Prawica – Janusza Korwin-Mikke | 5867   | 5,56   | –      |
| Frekwencja: 40,77% Liczba głosów ważnych: 105 455 (96,30%) Źródło: Państwowa Komisja Wyborcza |                   |                                     |        |        |        |

● Michał Wojtczak reprezentował w Senacie VII kadencji (2007–2011) okręg nr 5.

### Wybory parlamentarne 2015
| Kandydat                                                                                      | Kandydat             | Komitet wyborczy           | Głosów | Głosów | Głosów |
| Kandydat                                                                                      | Kandydat             | Komitet wyborczy           | Liczba | %      | +/–    |
| --------------------------------------------------------------------------------------------- | -------------------- | -------------------------- | ------ | ------ | ------ |
|                                                                                               | Andrzej Mioduszewski | Prawo i Sprawiedliwość     | 37 790 | 35,43  | +12,03 |
|                                                                                               | Michał Wojtczak ●    | Platforma Obywatelska RP   | 35 347 | 33,14  | –5,26  |
|                                                                                               | Ryszard Bober        | Polskie Stronnictwo Ludowe | 23 966 | 22,47  | –0,65  |
|                                                                                               | Zbigniew Adamczyk    | Związek Słowiański         | 9562   | 8,96   | –      |
| Frekwencja: 42,08% Liczba głosów ważnych: 106 665 (95,79%) Źródło: Państwowa Komisja Wyborcza |                      |                            |        |        |        |

### Wybory parlamentarne 2019
| Kandydat                                                                                      | Kandydat               | Komitet wyborczy                            | Głosów | Głosów | Głosów |
| Kandydat                                                                                      | Kandydat               | Komitet wyborczy                            | Liczba | %      | +/–    |
| --------------------------------------------------------------------------------------------- | ---------------------- | ------------------------------------------- | ------ | ------ | ------ |
|                                                                                               | Ryszard Bober          | Polskie Stronnictwo Ludowe                  | 52 619 | 39,26  | +16,79 |
|                                                                                               | Andrzej Mioduszewski ● | Prawo i Sprawiedliwość                      | 50 168 | 37,43  | +2,00  |
|                                                                                               | Marek Nowak            | KWW Marka Nowaka                            | 15 013 | 11,20  | –      |
|                                                                                               | Zbigniew Adamczyk      | Związek Słowiański                          | 8469   | 6,32   | –2,64  |
|                                                                                               | Robert Zadura          | KWW Lista Mirosława Piotrowskiego do Senatu | 7770   | 5,80   | –      |
| Frekwencja: 53,37% Liczba głosów ważnych: 134 039 (97,92%) Źródło: Państwowa Komisja Wyborcza |                        |                                             |        |        |        |

### Wybory parlamentarne 2023
| Kandydat                                                                                      | Kandydat          | Komitet wyborczy                                                           | Głosów | Głosów | Głosów |
| Kandydat                                                                                      | Kandydat          | Komitet wyborczy                                                           | Liczba | %      | +/–    |
| --------------------------------------------------------------------------------------------- | ----------------- | -------------------------------------------------------------------------- | ------ | ------ | ------ |
|                                                                                               | Ryszard Bober ●   | KKW Trzecia Droga Polska 2050 Szymona Hołowni – Polskie Stronnictwo Ludowe | 82 726 | 51,00  | +11,74 |
|                                                                                               | Józef Ramlau      | Prawo i Sprawiedliwość                                                     | 55 406 | 34,16  | –3,27  |
|                                                                                               | Adam Rybiński     | Konfederacja Wolność i Niepodległość                                       | 16 333 | 10,07  | –      |
|                                                                                               | Zbigniew Adamczyk | Związek Słowiański                                                         | 7750   | 4,78   | –1,54  |
| Frekwencja: 67,96% Liczba głosów ważnych: 162 215 (97,98%) Źródło: Państwowa Komisja Wyborcza |                   |                                                                            |        |        |        |